# Жерновка (Новосибирская область)
Жерновка — деревня (село) в Маслянинском районе Новосибирской области. Входит в состав Елбанского сельсовета.

## География
Площадь деревни — 29 гектаров.

## Население
| 2002 | 2007 | 2010 |
| ---- | ---- | ---- |
| 279  | ↗284 | ↘206 |

## Инфраструктура
В деревне по данным на 2007 год функционируют 1 учреждение здравоохранения и 1 учреждение образования.